# Nir Biton
Nir Biton (hebrejsky ניר ביטון; narozen 30. října 1991, Ašdod, Izrael) je izraelský fotbalový záložník a reprezentant, v současnosti hraje v klubu Celtic FC.

## Klubová kariéra
Nir Biton debutoval v profesionálním fotbale v roce 2009 v dresu izraelského celku FC Ašdod. 30. srpna 2013 v závěru letního přestupního okna odešel do skotského Celtiku. Ve své první sezoně 2013/14 získal s klubem titul ve Scottish Premiership.

## Reprezentační kariéra
Biton reprezentoval Izrael v mládežnických kategoriích U17, U18, U19 a U21. Zúčastnil se domácího Mistrovství Evropy hráčů do 21 let 2013 v Izraeli, kde jeho tým obsadil nepostupové třetí místo v základní skupině A. Na tomto turnaji vstřelil jeden gól v úvodním utkání proti Norsku (remíza 2:2).
V A-mužstvu Izraele debutoval 26. 5. 2010 v Montevideu proti týmu Uruguaye (prohra 1:4).